# Avia B-135
Avia B-135 byl československý stíhací letoun, pokračovatel letounu Avia B-35. Stroj měl už zatahovací podvozek, takže i s původním motorem dosahoval lepších výkonů, než jeho předchůdce.

## Charakteristika letounu
Avii B-135 poháněl motor Avia 12 Ycrs o max. výkonu 850 k (625 kW) při 2400 ot/min, umožňující montáž kanónu v ose vrtule (v Avii licenčně vyráběný Hispano Suiza). Výzbroj sériových letounů měly tvořit dva synchronizované kulomety vz. 30 ráže 7,92 mm a mezi bloky válců motoru měl být jeden 20mm kanón Oerlikon FFS, střílející dutou osou vrtule (který se nikdy nenainstaloval do sériových strojů)

## Výroba pro Bulharsko
Nakonec bylo vedle prototypů (B-35.3/B-135.1/B-135.2 D-IBPP) vyrobeno pouze dvanáct sériových letounů pro Bulharsko. Ty byly pod označením Av-135.101 až Av-135.112 dokončeny mezi dubnem a zářím 1942 a dodány počátkem roku 1943, první sériový stroj nesl během zalétávání v Československu imatrikulaci D-IWKM. K nim bylo dodáno také 35 náhradních motorů. Letouny byly předány stíhací letecké škole na základně Dolna Mitropolija.
Bulharští piloti Ferdinandov a Manolev charakterizovali B-135 jako typ s pomalejší akcelerací, s horším vzletem a přistáním, slabou výzbrojí, který byl poměrně nebezpečný, protože neodpouštěl chyby. Proto na Avii nepouštěli nezkušené piloty. Důvodem slabších výkonů byl především slabší motor.
Bulharsko získalo práva na licenční výrobu 50 kusů, pod označením DAR-11 měly být vyráběny v nové továrně DSF v Lovči. Motory, výzbroj a další přístroje měly být dodány českou stranou. K zahájení výroby nedošlo, protože v roce 1942 byly všechny objednávky českých výrobců pro jiné než německé zákazníky zrušeny. Bez motorů a dalších životně důležitých částí nemohla být výroba zahájena a celý program byl zrušen. Jako náhradu nabídli Němci Bulharsku ukořistěné francouzské Dewoitine D.520.

## Problematický sestřel za 2. světové války
Dne 30. března 1944 dosáhli údajně instruktoři stíhací letecké školy kpt. Krasťo Atanasov a fw. Jordan Ferdinandov, pilotující Avie 135 při obraně proti náletu USAAF na Sofii, pravděpodobného sestřelu čtyřmotorového bombardéru, buď typu B-24 Liberator anebo B-17F-105-BO Flying Fortress (42-30465) od 301. bombardovací skupiny, jediného v historii tohoto letounu.
Pozdější zkoumání tohoto náletu sestřel bombardéru B-24 vyvrací.[zdroj?] Toho dne byl ztracen pouze jeden bombardér typu Liberator, který se naposledy hlásil nad Jaderským mořem, asi 400 km od Sofie, tedy mimo dosah Avií. Ztráty bombardéru typu B-17 toho dne představovaly celkem tři bombardéry; dva se srazily při otáčení celého bombardovacího svazu (zahynuly obě osádky bombardérů, cca 40 lidí[zdroj?]) a poslední (přezdívka Vagabound) havaroval z neznámých příčin uprostřed Jugoslávie – naposledy byl spatřen ve 12:45, celá osádka padla do zajetí. Jediné napadení letecké skupiny bombardovací skupiny 301, ke které Vagabound patřil, hlásilo nad cílem asi 20 nepřátelských stíhaček, z nichž ale pouze dvě se pokusily bezvýsledně o útok zespodu z deváté hodiny. Vzhledem k tomu že Avie přistály v 11:30 na zem a Vagabound letěl ještě ve 12:45, je sestřel téměř vyloučen.
Bulharské Avie byly slabě vyzbrojeny pouze dvěma kulomety ráže 7,92 mm, které by nestačily ke zničení bombardéru.

## Specifikace

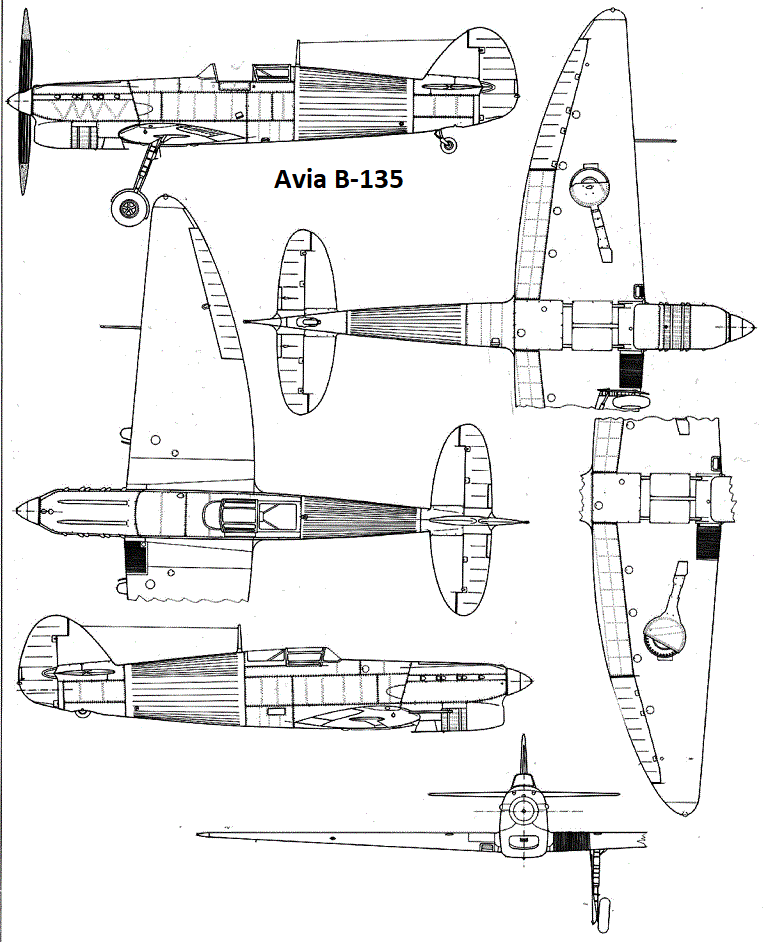
Třípohledový nákres B-135

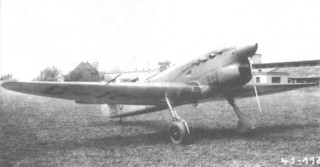
Avia B-135

### Technické údaje
- Osádka: 1
- Rozpětí: 10,85 m
- Délka: 8,50 m
- Výška: 2,60 m
- Nosná plocha: 17,00 m²
- Hmotnost prázdného letounu: 1 690 kg
- Vzletová hmotnost: 2 380 kg
- Pohonná jednotka: 1 × dvanáctiválcový vidlicový motor Avia 12Ycrs[pozn. 4]

### Výkony
- Maximální rychlost: 550 km/h
- Dostup: 8500 m
- Dolet: 550 km

### Výzbroj
- 1 × kanón ráže 20 mm[pozn. 2]
- 2 × kulomet vz. 30 ráže 7,92 mm